# Vangjel Turtulli
Vangjel Turtulli (Coriza, 1º febbraio 1879 – Coriza, 24 agosto 1940) è stato un imprenditore e politico albanese.
Con decreto del 4 agosto 1939, in seguito all'avvenuta unione tra l'Italia e l'Albania, sono nominati senatori a vita quattro personaggi che hanno favorito l'unione del proprio paese con l'Italia, e cioè Shefquet Vedaci, Gjon Markagjoni, Mustafà Merlika Kruja e Vangjel Turtulli. Sono ricompresi nella categoria 20, "Coloro che con servizi o meriti eminenti avranno illustrata la Patria".